# Museo de Arte Precolombino Felipe Orlando de Benalmádena
El Museo de Benalmádena, denominado anteriormente Museo Arqueológico Municipal de Benalmádena, se encuentra en la Avenida de Luis Peralta del núcleo antiguo (Benalmádena Pueblo) del municipio costasoleño de Benalmádena, Málaga, España.
Fue inaugurado en 5 de mayo de 1970 y reformado el 26 de abril de 2005 y consta de dos colecciones:

## Colección precolombina
La primera planta y la planta baja albergan la colección de arte precolombino de Felipe Orlando García-Murciano, que ha sido ampliada gracias a donaciones, préstamos y adquisiciones por parte del Ayuntamiento de Benalmádena. Las piezas proceden de varios países hispanoamericanos como México, Nicaragua, Ecuador, Costa Rica y Perú.
La exposición ilustra los dos grandes núcleos de civilización: Mesoamérica o Antiguo México y los Andes Centrales o Antiguo Perú, así como el área intermedia que comprende la baja Centroamérica y los Andes del Norte. Cada zona integra una de las 3 salas.
Esta colección es una de las mayores colecciones de arte precolombino fuera de Hispanoamérica.

## Colección arqueológica
El sótano del museo alberga la colección arqueológica, que está integrada por objetos procedentes de excavaciones arqueológicas realizadas en el municipio desde la Prehistoria hasta la época romana. Destacan las estatuas encontradas en el mar tras el naufragio del pecio Isabella y otros objetos encontrados en las ruinas romanas de Benalroma.

## Galería

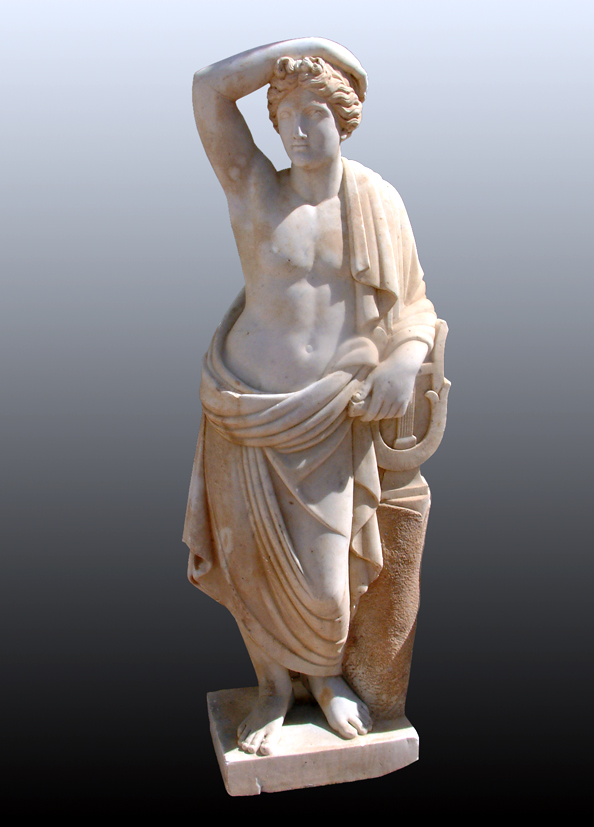
Una de las estatuas subacuáticas del pecio Isabella
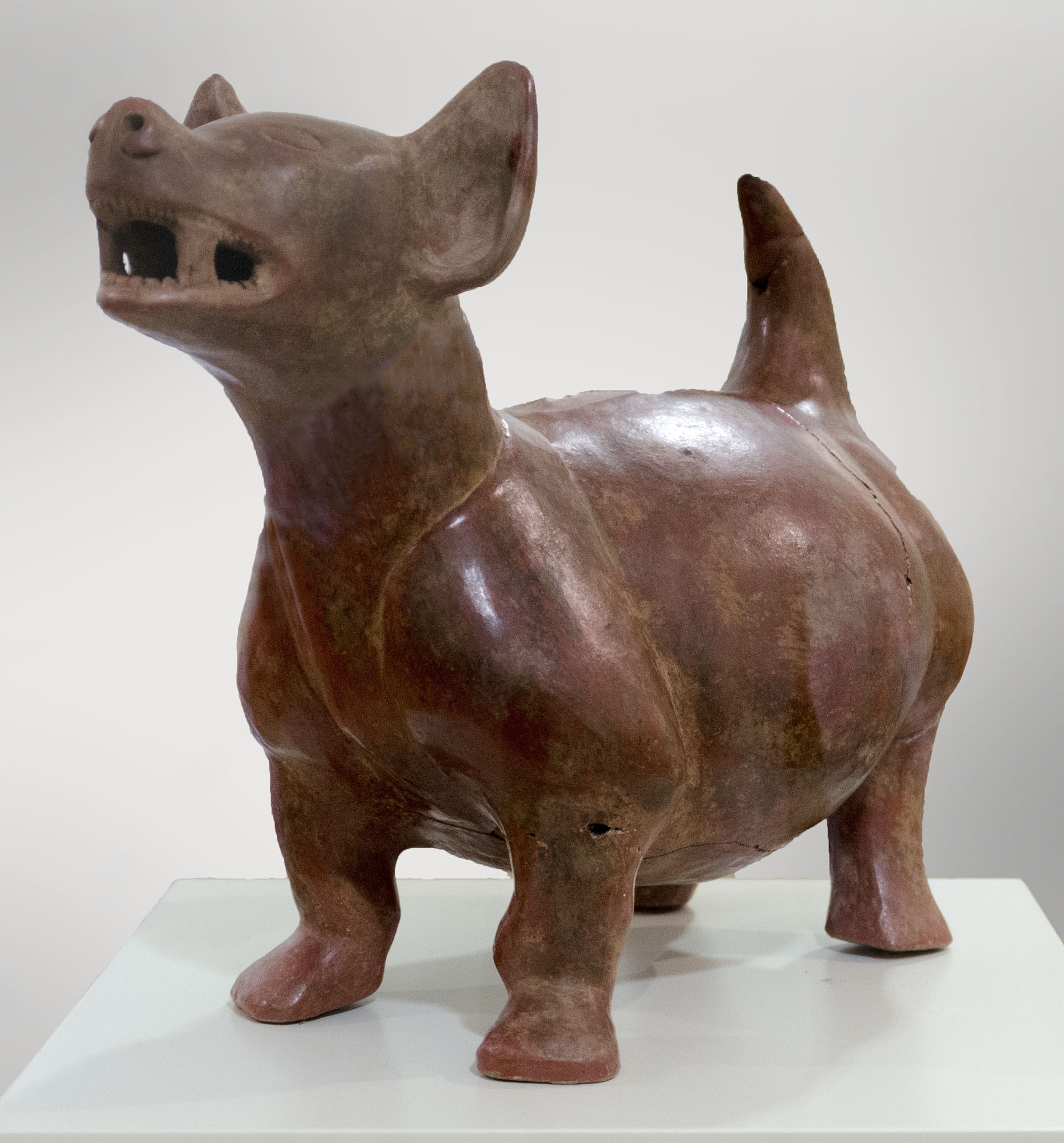
Estatua de la colección precolombina